# Pippols
Pippols is een computerspel dat werd ontwikkeld en uitgegeven door Konami voor de MSX-computer. Het spel werd in 1985 in Japan uitgebracht. De speler loopt in een bloementuin en moet al springende en schietende diverse monsters ontwijken.

## Ports
Het spel maakte deel uit van de:
- Konami Antiques MSX Collection Vol. 3 voor de PlayStation uit 1998.
- Konami Antiques MSX Collection Ultra Pack voor de Sega Saturn uit 1998.

## Trivia
- De spelcartridge heeft code RC729.